# Punto cuántico

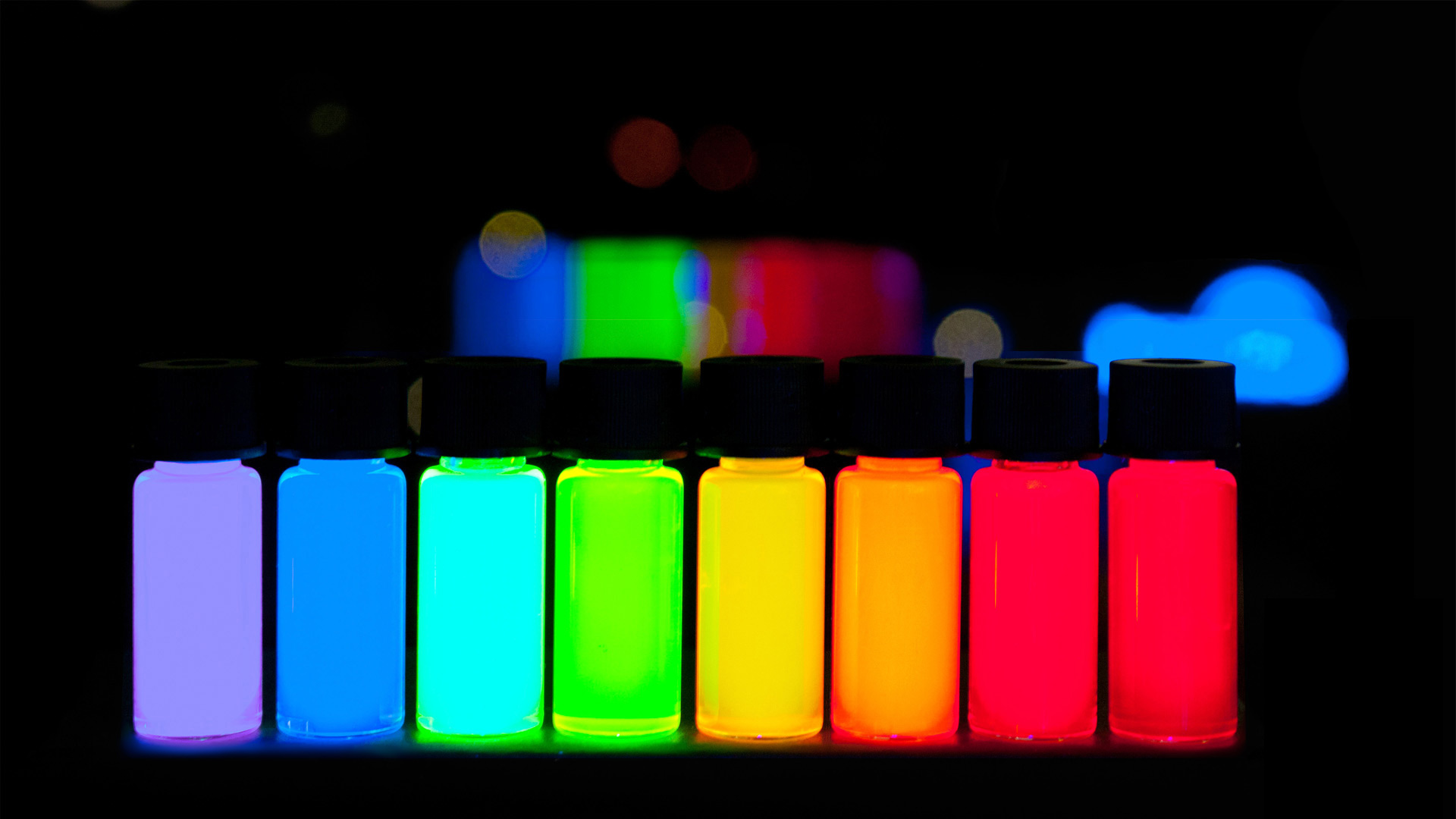
Puntos cuánticos con diámetros variando en pasos de 10 nm que están siendo producidos por PlasmaChem con emisión gradual del violeta al rojo intenso

Un punto cuántico generalmente es una nanoestructura semiconductora que confina el movimiento en las tres direcciones espaciales de los electrones de la banda de conducción y los huecos de la banda de valencia o excitones (pares de enlaces de electrones de la banda de conducción y huecos de la banda de valencia). Fue descubierto por primera vez en una matriz de vidrio y en soluciones coloidales a partir de 1981 por los científicos rusos Aleksey Ekimov y Alexander Efros y luego complementado por Louis E. Brus. El término «pozo cuántico» fue acuñado en 1988.
En el mundo macroscópico, los puntos cuánticos pueden tener el aspecto de una simple pastilla plana, o estar disueltos en un líquido. Nadie sospecharía que esa sustancia ha sido elaborada en el laboratorio partiendo de unos pocos átomos, con técnicas que manipulan la materia a escalas de nanómetros. A esas dimensiones el material se convierte en una matriz sobre la que han crecido estructuras, como pirámides o montañas, formadas por unos pocos cientos o miles de átomos. Esas estructuras son los puntos cuánticos. 
El confinamiento se puede deber a los potenciales electrostáticos (generados por electrodos externos, dopaje, tensión, impurezas, etc.), a la presencia de una interfaz entre diferentes materiales semiconductores (ej. en sistemas de nanocristales de núcleo-coraza), a la presencia de la superficie del semiconductor (ej. nanocristal semiconductor), o a una combinación de estos.
Un punto cuántico tiene un espectro discreto de energía cuantizada. Las funciones de onda correspondientes están espacialmente localizadas dentro del punto cuántico, pero se extienden sobre muchos períodos de la red cristalina. Un punto cuántico contiene un número reducido, y finito, de electrones de la banda de conducción (del orden de 1 a 100), huecos en la banda de valencia, o de excitones, es decir, un número finito de cargas eléctricas elementales.
Una de las propiedades más interesantes de los puntos cuánticos es que, al ser iluminados, re-emiten luz en una longitud de onda muy específica y que depende del tamaño de este. Este fenómeno se conoce como luminiscencia. Cuanto más pequeños sean los puntos, menor es la longitud de onda y más acusadas las propiedades cuánticas de la luz que emiten. Estas propiedades de emisión son emergente de un proceso físico denominado confinamiento cuántico. Cuando los electrones son confinados a volúmenes muy pequeños, comparables con su longitud de onda de De Broglie, se comportan como una partícula cuántica en un pozo de potencial. La partícula entonces solo puede estar en determinados estados electrones de energía característica. Cuando los electrones absorben energía puede transitar a niveles electrónicos de mayor energía. Al des-excitarse a su nivel electrónico inicial, el exceso de energía es emitido en forma de fotones. Existen también puntos cuánticos metálicos, los cuales son estructuras metálicas muy pequeñas del orden de 10 a 300 átomos y en los cuales las propiedades de confinamiento cuántico dan lugar a fenómenos de excitación y emisión similar a los observados en puntos cuánticos semiconductores.
Los puntos cuánticos tienen una gran variedad de aplicaciones, partiendo de compuestos químicos y técnicas físicas muy diferentes.

## Aplicaciones
Optoelectrónica
Con los puntos cuánticos de materiales semiconductores, como arseniuro de indio y fosfuro de indio, se fabrican diodos láser emisores de luz más eficientes que los usados hoy en lectores de CD, de códigos de barras y demás. Así que se espera que acaben sustituyéndolos a corto o medio plazo.
Biomedicina
En este caso, los puntos cuánticos no están integrados en una matriz, sino que son cristales independientes, pero su fundamento y sus propiedades físicas son las mismas. Los puntos cuánticos emiten luz brillante y muy estable. Con ellos se obtienen imágenes de mucho contraste usando láseres menos potentes, y no existe el temor de que se apaguen. Además, la longitud de onda tan específica a la que brillan evita las superposiciones, y permite teñir a la vez muchas más estructuras que con los métodos de tinción tradicionales.
Paneles solares experimentales
La tercera generación de células fotovoltaicas usa entre otras posibilidades las superficies con puntos cuánticos. El rendimiento es mayor que las células de primera y segunda generación y su fabricación es más barata. Los puntos cuánticos son de manufacturación barata, y pueden hacer su trabajo en combinación con materiales como conductores polímeros, que también son de producción barata. Un punto polímero cuántico funcionando podría colocar, eventualmente, a la electricidad solar en una posición económica igual a la electricidad del carbón. Si esto pudiera hacerse, sería revolucionario. Una célula comercial de punto cuántico solar está aún años de distancia, asumiendo que sea posible. Pero si lo es, ayudaría a superar el presente de combustibles fósiles.
Nuevos sistemas de iluminación
Con un rendimiento más eficiente.